# Gradec (obwód Sliwen)
Gradec (bułg. Градец) – wieś w Bułgarii, w obwodzie Sliwen, w gminie Koteł. Według danych szacunkowych Ujednoliconego Systemu Ewidencji Ludności oraz Usług Administracyjnych dla Ludności, 15 czerwca 2020 roku miejscowość liczyła 4616 mieszkańców.

## Osoby związane z miejscowością

### Urodzeni
- Dimityr Ganew (1898–1964) – bułgarski polityk
- Petyr Gudew (1862–1832) – bułgarski polityk
- Petyr Parmakow (1850–1876) – bułgarski rewolucjonista
- Simeon Ruskow (1920–1977) – bułgarski inżynier